# Léxico da Galiza

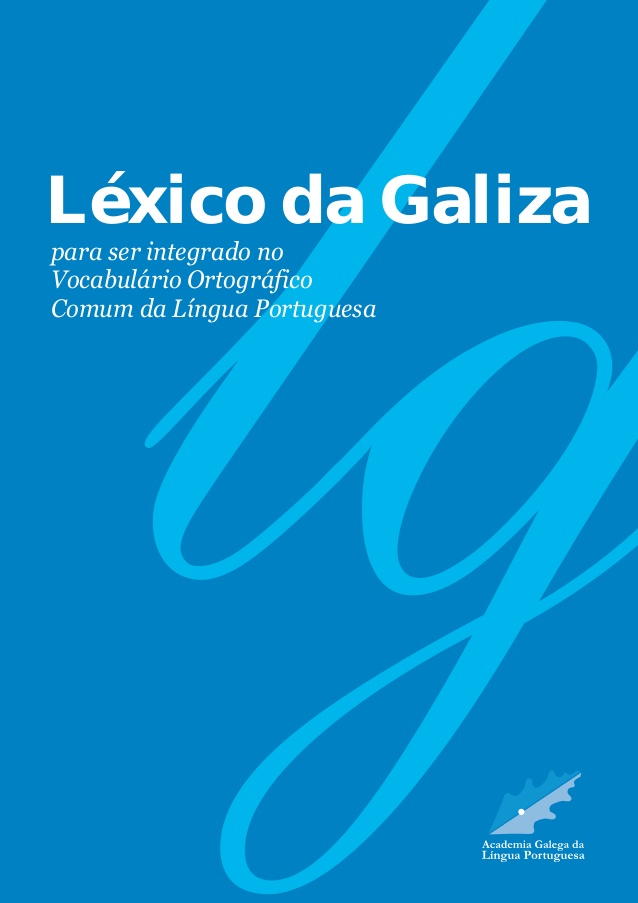

É o vocabulário de léxico galego para ser incorporado no próximo Vocabulário Ortográfico Comum que irão editar as academias Brasileira e Portuguesa com motivo da implementação do Acordo Ortográfico. Foi elaborado pola Academia Galega da Língua Portuguesa através da sua Comissão de Lexicografia. A Sessão Interacadémica realizada em 14 de abril de 2009 em Lisboa sob a presidência das três academias foi a primeira cerimónia conjunta, apresentando-se publicamente o Léxico da Galiza a ser integrado no Vocabulário Comum. As mais de 800 entradas do Léxico da Galiza foram incorporadas no Vocabulário Ortográfico da Língua Portuguesa editado em Outubro de 2009 pela Porto Editora. Em março de 2010 a AGLP participou da Conferência Internacional sobre o Futuro da Língua portuguesa no Sistema Mundial celebrada em Brasília, por convite do Ministério de Relações Exteriores do Brasil.
A AGLP também articula uma Coleção de Clássicos Galegos com obras de autores como Rosalia de Castro, Eduardo Pondal, João Vicente Biqueira ou Luís G. Amado Carvalho, editando também de forma periódica um Boletim da Academia Galega da Língua Portuguesa (ISSN 1888-9763) e outras publicações científicas (Galiza: Língua e Sociedade, 2009, ISBN 84-88849-20-6).